# Prix de la SSJB-Fondation Mgr Parenteau
Le prix de la SSJB-Fondation Mgr Parenteau est un prix littéraire québécois.

## Lauréats
- 1989 - Jean-Pierre April - Dans la forêt de mes enfances
- 1990 - Louise Beaudoin - Le Chant du grillon
- 1991 - Rosette Laberge - La Parfaite vacancière
- 1992 - Denis Alie - Un ange sur la commode